# Chemin de fer d'Abreschviller
Le chemin de fer forestier d'Abreschviller est un ancien réseau ferroviaire destiné à l'exploitation de la forêt d'Abreschviller, dans le massif des Vosges, en Moselle.
Aujourd'hui, une partie de ce réseau a été reconvertie en ligne touristique. D'anciens trains à traction vapeur ou diesel circulent sur cette ligne à voie étroite de 0,70 m et d'une longueur de 6,1 km, qui serpente dans la vallée de la Sarre rouge.
Abreschviller était également l'aboutissement de la ligne à voie normale Sarrebourg - Abreschviller, fermée en 1991, aujourd'hui déclassée et déposée.

## Offre touristique
Les trains circulent d'avril à octobre en service régulier ou supplémentaire ; des manifestations sont ponctuellement organisées. Toutes les informations sont disponibles sur le site officiel de l'Association du chemin de fer forestier d'Abreschviller (ACFA).
Le comité départemental du tourisme de la Moselle a répertorié le chemin de fer touristique d'Abreschviller dans son réseau des Grands sites de Moselle.

## Histoire

### Chemin de fer d'exploitation forestière

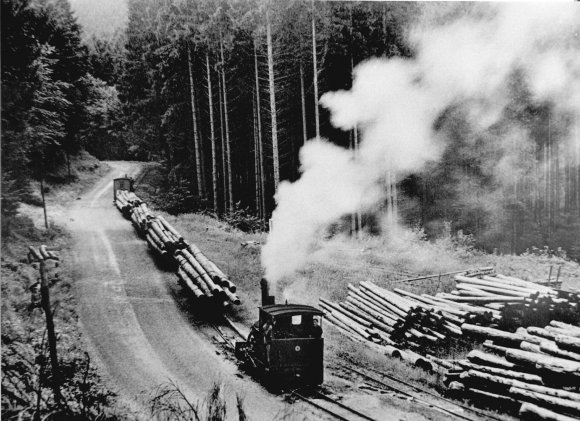
Au temps de l'exploitation forestière.

L'origine de la ligne remonte à l'année 1884, lorsque l'administration forestière allemande de l'époque construit un premier tronçon de 5 km longeant le ruisseau d'Abreschviller, et fait le choix d'un écartement de 0,70 m utilisé par les chemins de fer militaires de la Prusse. La ligne, qui fait 13 km en 1888, va connaître un développement rapide. À cette époque, la traction animale est utilisée pour la remonte des wagons vides qui descendent, chargés, par gravité. La ligne à voie normale reliant Abreschviller à Sarrebourg est ouverte le 9 janvier 1892. Le 30 mars de la même année, une forte tempête dévaste le massif forestier ; l'administration allemande réagit rapidement puisqu'elle construit en 4 mois environ 35 km de ligne (sans compter les voies de garage et d’évitement) et complète ce réseau par des infrastructures de maintenance à Abreschviller. Le 5 juillet 1892, les premières locomotives à vapeur circulent sur la ligne en remplacement de la traction animale.
En 1898, le réseau possède 3 locomotives à vapeur, 130 wagonnets, 4 wagons à boggies et 7 wagonnets pour le transport du personnel.
Le chemin de fer forestier (« Waldeisenbahn ») connaît un premier déclin lorsqu'à la fin de l'exploitation du bois de la tempête, une partie de la voie est démontée et le surplus de matériel ferroviaire vendu, mais en 1902 une nouvelle tempête incite l'administration forestière à reprendre l'extension du réseau. De 50 km en 1918, il atteint un linéaire de 73 km (dont 9 km de voies de garage et d'évitement) à son apogée en 1939. Après la Seconde Guerre mondiale, le chemin de fer va décliner du fait de l'extension du réseau routier et de l'apparition d'un matériel d'exploitation routier performant. En 1960, le réseau a déjà perdu une quinzaine de kilomètres pour, le démontage se poursuivant, ne plus compter que 40 km en 1964 ; finalement, en 1966, avec l'arrêt de l'exploitation du bois, le chemin de fer cessera de fonctionner, 75 ans après sa création.

### Exploitation touristique

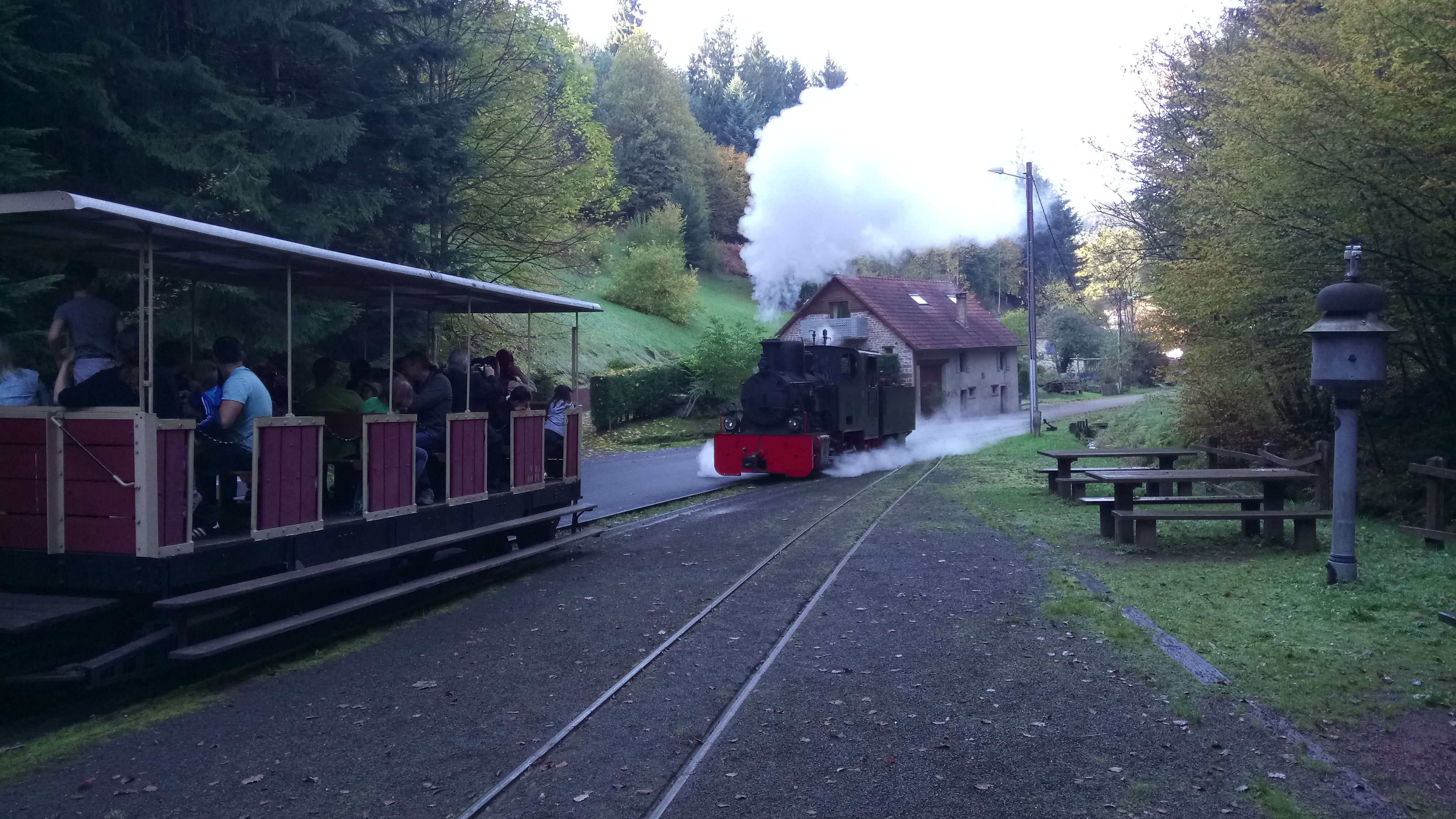
Manœuvre au Grand-Soldat.

L'origine de la circulation de trains touristiques revient à l'administration forestière française l'ONF. Avant la fin de l'exploitation du bois, au début des années 1960, elle répond à la demande de groupes en organisant des promenades en train certains week-ends. Cette première circulation touristique donna l'idée de conserver une portion du réseau du chemin de fer forestier avant sa totale disparition.
Le projet prend la forme d'un Comité qui regroupe : le syndicat d'initiative d'Abreschviller, l'administration forestière (ONF), et la FACS par l'intermédiaire du Docteur Singer président de la section de Strasbourg. Après avoir étudié différentes options, le Comité arrête son choix sur un parcours de 6,1 km entre Abreschviller et le Grand Soldat.
L'Association du chemin de fer forestier d'Abreschviller (ACFA) prend alors la suite du Comité. En juin 1968, un service régulier est assuré les fins de semaine avec un locotracteur diesel et trois voitures ouvertes. Plus de 10 000 passagers sont transportés pendant cette première année. Fort de ce succès, l'association se met au travail, aménage la ligne et achète et rénove du matériel ferroviaire. Le 20 avril 1969 a lieu l'inauguration du « Chemin de fer forestier d'Abreschviller » en présence de Pierre Messmer, ministre des Armées.
Les 22 et 23 juin 1985, plusieurs spectacles et manifestations sont organisés pour célébrer les 100 ans du chemin de fer d'Abreschviller. La SNCF s'associe à l'évènement en faisant circuler un autorail entre Sarrebourg et Abreschviller.

## Association du Chemin de fer forestier d'Abreschviller
L'Association du chemin de fer forestier d'Abreschviller (ACFA) est une association à but non lucratif (loi de 1908). Elle est dirigée par un conseil d'administration de cinq membres, qui sont statutairement : 
- le maire de la commune d'Abreschviller ;
- le président de l’office de tourisme d'Abreschviller ;
- le président du Club vosgien de Sarrebourg ;
- le conseiller général du canton de Lorquin ;
- le président de la Fédération des amis des chemins de fer secondaires.

## Matériel roulant ferroviaire en voie de700mm
Les listes suivantes ne sont pas exhaustives et devront être complétées ou actualisées au fil du temps (dernière actualisation en janvier 2024) :

### Locomotives à vapeur
| Matricule                       | Constructeur et date                    | État actuel                 | Origine et informations techniques | Photo |
| ------------------------------- | --------------------------------------- | --------------------------- | --- | ----- |
| 020T no 4720 dite Stéphanie     | Orenstein & Koppel (à Nordhausen), 1911 | Hors service (exposée).     | - Provient des carrières de Vaujours près de Serain (Aisne). - Acquise après 1968. - 0,00 m, 00,0 t (00,0 t en ordre de marche), vitesse maximum : 00 km/h (30 ch). - Timbre chaudière : 00 kg/cm2. - Capacité de la soute à charbon : 000 kg. - Capacité de la soute à eau : 0 000 L (0,0 m3). - Distribution : Orenstein à tiroirs plans. |       |
| 030T no 1835 (no 2)             | Decauville, 1926                        | Hors-service (depuis 1995). | - Locomotive de série adaptée par le constructeur à la voie de 70 cm, en service depuis l'origine. - Révisée en 1970 et 1992. - Envoyée en février 2020 à Anduze pour restauration par la CITEV. - 5,2 m, 8 t (10,5 t en ordre de marche), vitesse maximum : 20 km/h (60 ch). - Timbre chaudière : 12 kg/cm2. - Capacité de la soute à charbon : 000 kg. - Capacité de la soute à eau : 0 000 L (0,0 m3). - Distribution : Walschaerts à tiroirs plans. |       |
| 030 avec tender no 10120 (no 4) | JUNG (à Jungenthal), 1944               | Opérationnelle              | - Acquise avec un tender de la série d'origine en 1970 : C'est une machine type Heeresfeldbahn HF 110 construite en grande série par JUNG et HENSCHEL pour l'armée allemande (front de Russie) : châssis extérieur, cette machine est à écartement variable (60-76 cm). Elle avait été acquise après la Seconde Guerre mondiale par l'Autriche. Elle circulait sur la ligne Preding-Wieselsdorf-Stainz de la Steiermärkirsche Landesbahn pour la traction de wagons à voie normale, sur trucks porteurs à voie de 76. Révisée en 1975-76 et 2005 (no d'usine no 10120). - 10,18 m, 14,5 t (17 t en ordre de marche), vitesse maximum : 30 km/h (110 ch). - Timbre chaudière : 00 kg/cm2. - Capacité de la soute à charbon : 2,5 t. - Capacité de la soute à eau : 6 000 L (6 m3). - Distribution : Walschaerts à tiroirs cylindriques. |       |
| 020+020T Mallet no 476 (no 1)   | Maschinenfabrik Heilbronn, 1906         | Opérationnelle              | - Cette locomotive a été en service jusqu'à la fermeture du réseau forestier. - Révisée en 1969 ,1978 et 2000. - 00,00 m, 00,0 t (00,0 t en ordre de marche), vitesse maximum : 00 km/h (100 ch). - Timbre chaudière : 00 kg/cm2. - Capacité de la soute à charbon : 000 kg. - Capacité de la soute à eau : 0 000 L (0,0 m3). - Distribution : Walschaerts à tiroirs plans. - Classée MH (1987) . |       |

### Locotracteurs et draisines diesel
- Locotracteur 030, Coferna[4] de 1953[5].
- Locotracteur 020, Gmeinder-Kaelble type Heeresfeldbahn HF 50 à écartement variable construit pour l'armée allemande en 1944.
- Locotracteur 020, Deutz à bielles construit en 1956.
- Locotracteur 020, Orenstein & Koppel à Nordhausen 1909 no 4383 monocylindre diesel, série Montania[6].
- Draisine Renault construite par le réseau en 1925 à partir d'une voiture de type NN[7]. Classée MH (1987)[8]
- Draisine Hotchkiss construite par le réseau en 1930 à partir d'une berline de cette marque, pour le transport des ouvriers (12 places)[9].

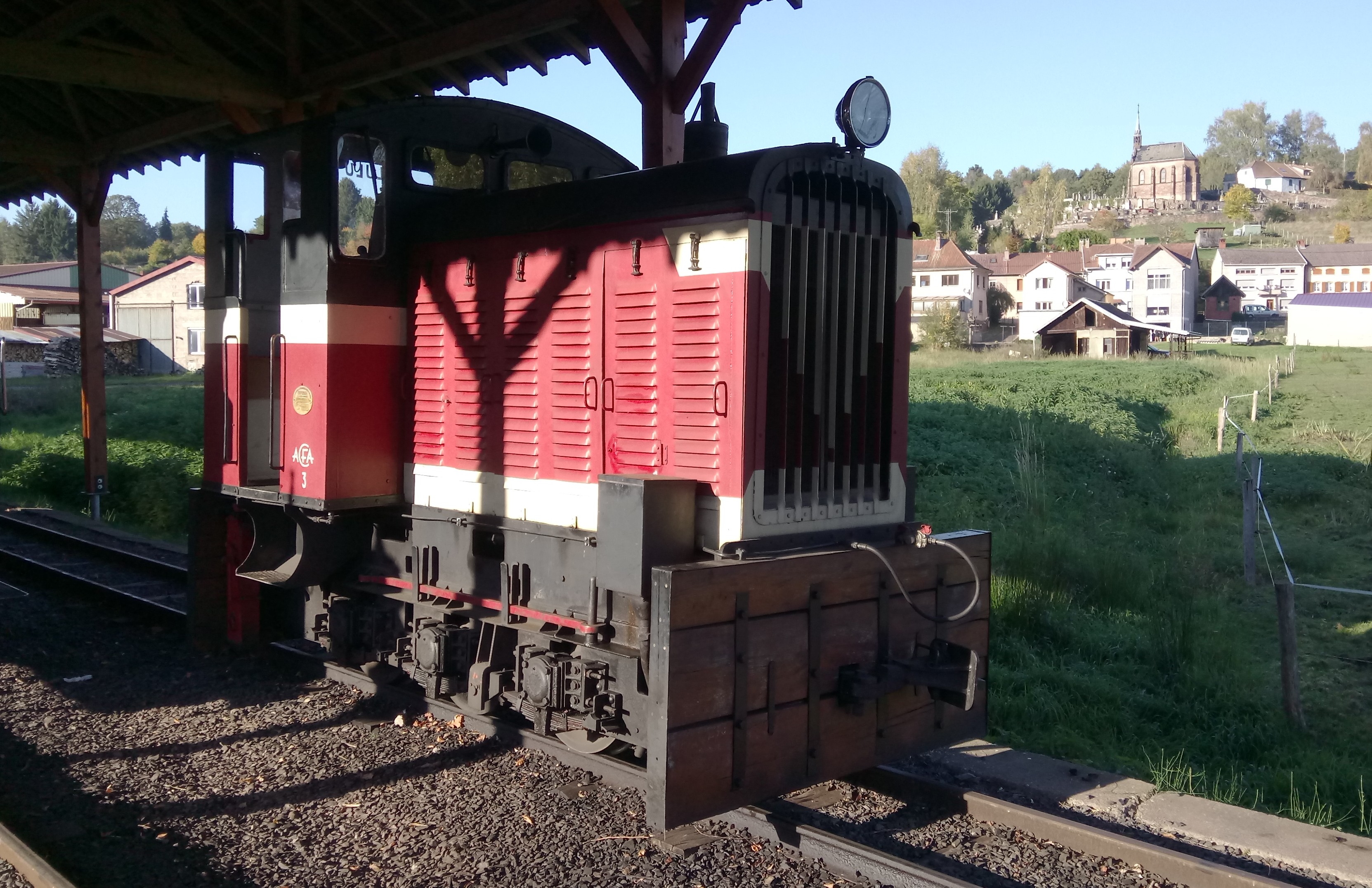
Locotracteur 030 Coferna 1953.
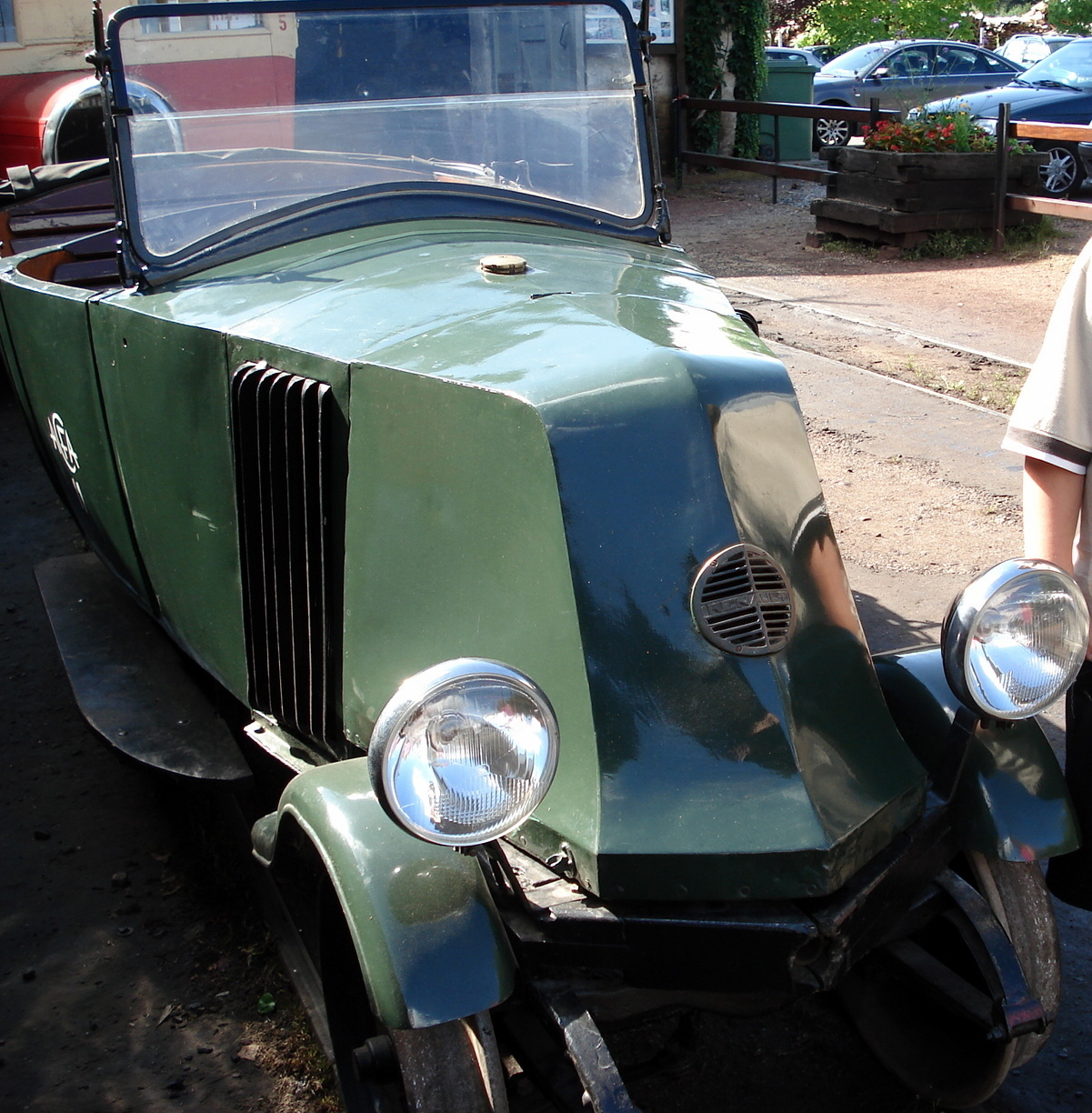
Draisine Renault 1925.

### Voitures à voyageurs et wagons de marchandises
- 4 voitures « Schirmeck »[10].
- Voitures fermées « Wengen », no 41-42, construites en 1930[11], acquises en 1969
- Voitures fermées « Wengen », au nombre de 4, acquises en 1999.
- Voitures « Orléans », no 27-28, construites par les établissements Cadoux[12]
- Voitures « Diebolt », no 25-26, de 1970[13].
- 5 wagonnets 8 places[14].
- 1 Voiture à glaces 6 places avec plate-forme[15].
- 1 fourgon et pour les trains de bois « historiques  »
- 8 trucks à bois avec l'équipement nécessaire au chargement des grumes (palans-treuils)[16].
- 2 wagonnets à outils,
- 3 wagons à benne,

## Infrastructures ferroviaires

### Abreschviller: gare de départ et d'arrivée
La gare de départ (à ne pas confondre avec l'ancienne gare d'Abreschviller de la ligne à voie normale Sarrebourg - Abreschviller) et le dépôt se trouvent à l'est de la scierie d'Abreschviller. L'association loue à la commune d'anciens bâtiments tels qu'un atelier d'entretien, diverses remises et une halle. Un pavillon en bois fait office de guichet pour l'achat des billets.

### Grand-Soldat: halte terminus
L'arrivée dans le hameau de Grand-Soldat (alt. 350 m) se situe au km 5,3. Le terminus se trouve 300 m plus loin, au milieu d'une forêt de sapins. La halte comporte un petit bâtiment en bois avec un guichet souvenir, un château d'eau et une voie d'évitement. Les touristes peuvent visiter une scierie à haut-fer, avec une roue à aubes, reconstituée par l'association.

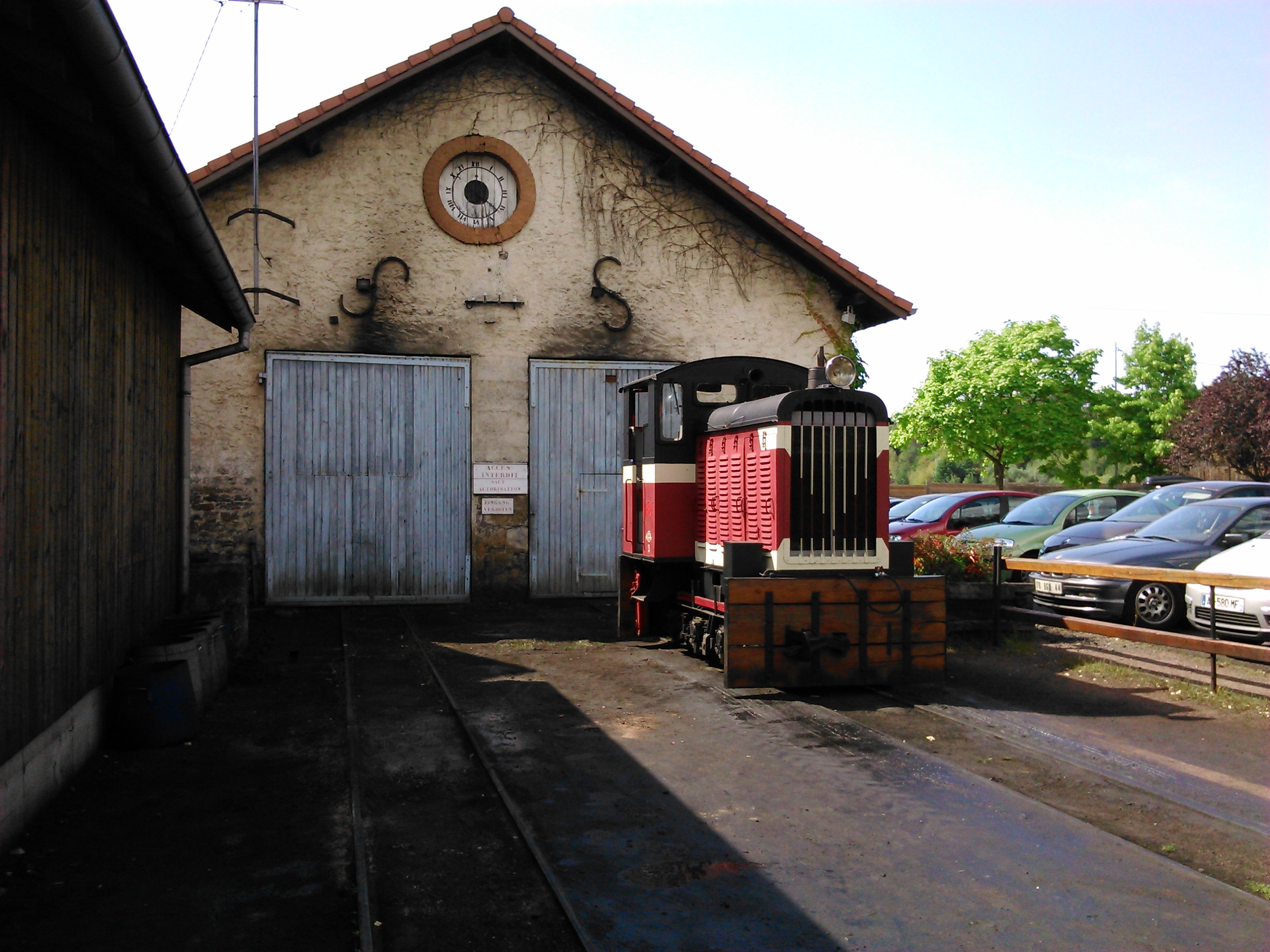
Le dépôt à Abreschviller.
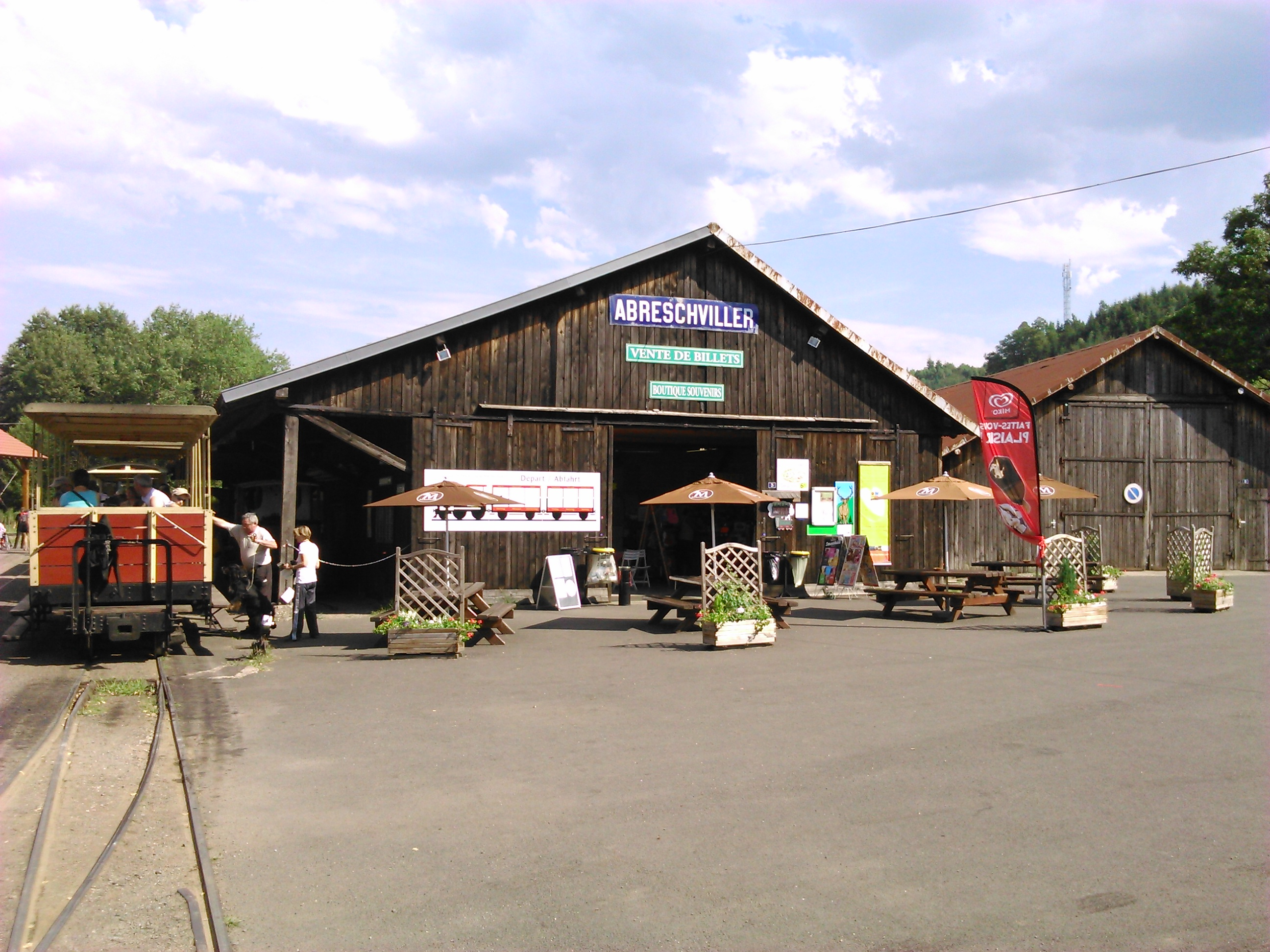
Gare de départ à Abreschviller.
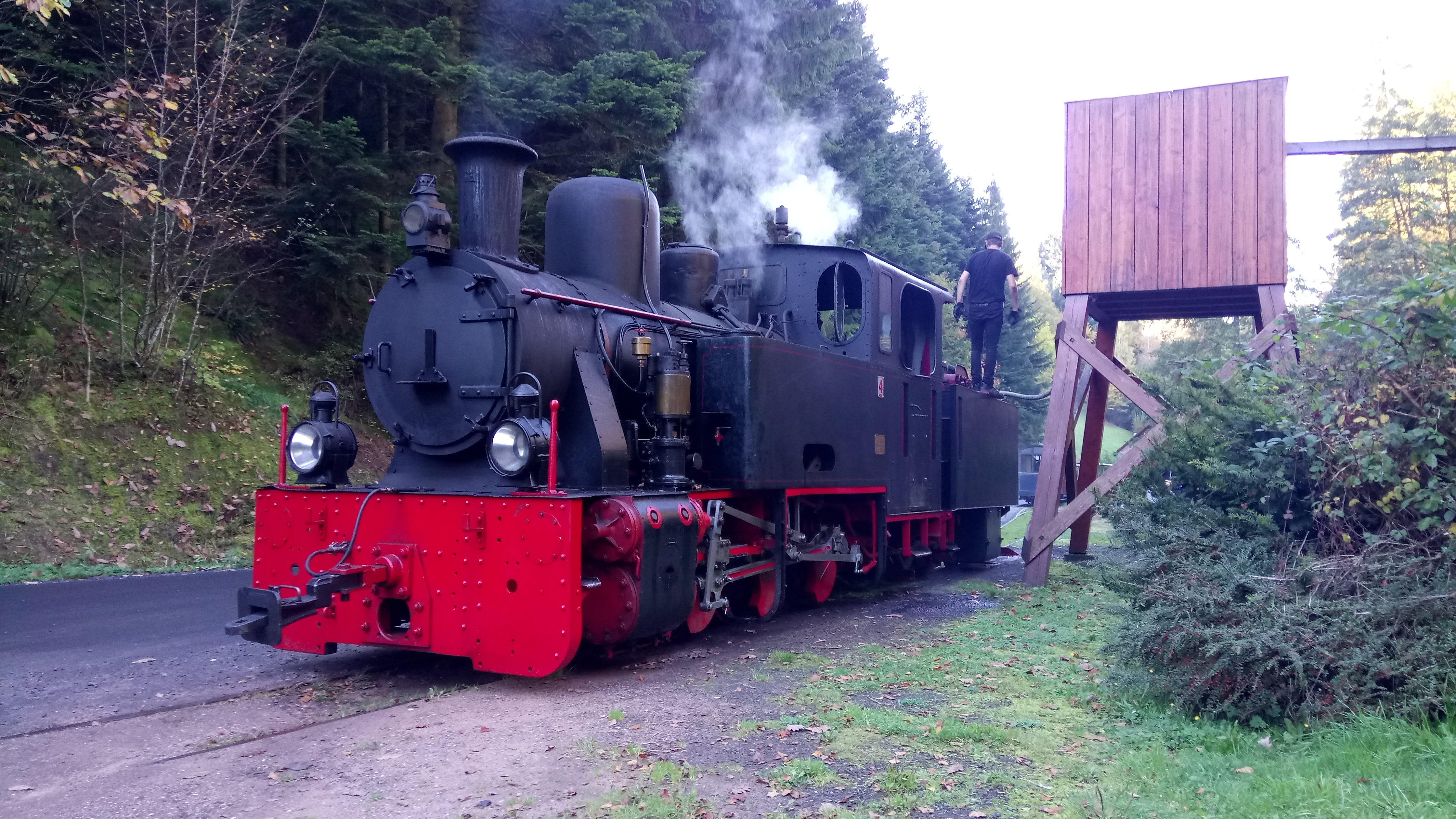
Ravitaillement en eau à Grand-Soldat.